# NGC 84
NGC 84 је појединачна звезда у сазвежђу Андромеда која се налази на NGC листи објеката дубоког неба.
Деклинација објекта је + 22° 37' 9" а ректасцензија 0h 21m 21,2s. Привидна величина (магнитуда) објекта NGC 84 износи 12,6.